# Джейд Венус
Дже́йд Ве́нус (англ. Jade Venus, род. 5 июля 2000, Хавр) — американская транссексуальная порноактриса и фотомодель, лауреат премий AVN Award.

## Биография
Родилась 5 июля 2000 года в Хавре, Монтана. Джейд начала свой трансгендерный переходный процесс в возрасте 14 лет, когда назвала себя Кейси Кампаниан. В 2015 году поступила в среднюю школу Хеллгейт в Миссуле, которую окончила в 2018 году.
Дебютировала как порноактриса в конце 2020 года, в возрасте 20 лет, снявших в фильме студии Gender X.

## Награды
| Год  | Церемония       | Результат | Премия                                            |
| ---- | --------------- | --------- | ------------------------------------------------- |
| 2021 | Fleshbot Awards | Победа    | Лучшая сцена группового секса с транссексуалом    |
| 2022 | AVN Awards      | Победа    | Лучший новый артист-транссексуал                  |
| 2022 | AVN Awards      | Номинация | Лучшая сцена секса с транссексуалом               |
| 2022 | AVN Awards      | Номинация | Лучшая сцена группового секса с транссексуалом    |
| 2022 | AVN Awards      | Номинация | Лучшая сцена группового секса с транссексуалом    |
| 2022 | XBIZ Awards     | Номинация | Лучший новый артист-транссексуал                  |
| 2022 | XBIZ Awards     | Номинация | Лучшая сцена секса с транссексуалом               |
| 2022 | XBIZ Awards     | Номинация | Лучшая сцена секса с транссексуалом               |
| 2023 | AVN Awards      | Номинация | Транссексуальный артист года                      |
| 2023 | AVN Awards      | Номинация | Лучшая драматическая роль в трансгендерном фильме |
| 2023 | AVN Awards      | Победа    | Лучшая сцена секса с транссексуалом.              |
| 2023 | AVN Awards      | Номинация | Лучшая сцена группового секса с транссексуалом    |
| 2023 | AVN Awards      | Номинация | Лучшая сцена группового секса с транссексуалом    |
| 2023 | XBIZ Awards     | Номинация | Трансгендерный артист года                        |
| 2023 | XBIZ Awards     | Номинация | Лучшая сцена группового секса с транссексуалом    |